# Museu Botero
O Museu Botero (em espanhol, Museo Botero) é um museu de arte localizado em La Candelaria, centro histórico e cultural da cidade de Bogotá, capital da Colômbia. O museu surgiu a partir de uma doação de obras de arte feita pelo artista plástico colombiano Fernando Botero ao governo do seu país. Tal coleção é composta por 123 obras de autoria do próprio Botero e outras 85 obras de arte internacional, abarcando o período que vai de meados do século XIX à arte contemporânea. Inaugurado no 2000, o museu é mantido pelo Banco da República da Colômbia. Ocupa um edifício em estilo colonial, antiga sede da Hemeroteca Luis López de Mesa, hoje pertencente ao complexo cultural da Biblioteca Luis Ángel Arango.

## História

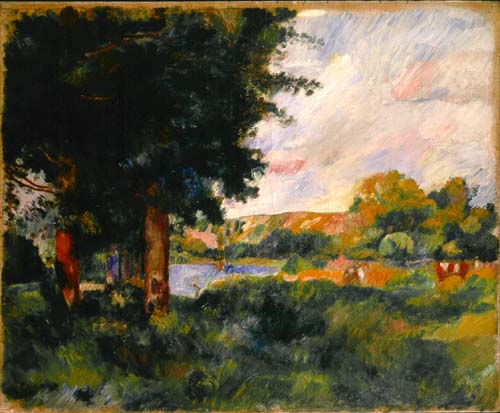
Paisagem de Ile de France (1883), por Renoir. Acervo do Museu Botero.

Do fim da década de 1960 em diante, o artista plástico colombiano Fernando Botero passou a se dedicar intensamente ao hábito do colecionismo. Sua primeira aquisição foi um desenho de Fernand Léger mas, a princípio, a maior parte de suas aquisições era composta por artefatos pré-colombianos. Em seguida, o artista se interessou pela arte colonial e, posteriormente, por pinturas, esculturas e desenhos de artistas internacionais dos séculos XIX e XX. Esta coleção, embora não seja numericamente expressiva, se destaca pela qualidade individual das peças, adquiridas em galerias comerciais de prestígio ou diretamente junto aos autores e seus familiares. As obras encontravam-se dispersas pelas várias residências de Botero em Nova Iorque, Paris, Montecarlo, Pietrasanta ou em depósito em um banco suíço.
Em meados da década de década de 1990, Botero, que já havia feito doações pontuais de obras de sua autoria a museus colombianos desde 1976, aventou a possibilidade de doar sua coleção de arte universal ao Museu de Antioquia, em Medellín, sua cidade-natal, com o objetivo de permitir à juventude colombiana o conhecimento direto da produção artística universal através de obras originais. Não obstante, a lentidão das autoridades antioquenhas em tomar decisões para viabilizar a doação levaram o artista a aceitar a proposta do então prefeito de Bogotá, Enrique Peñalosa, de legar sua coleção à capital colombiana. Peñalosa propôs a construção de um edifício para abrigar as obras, mas o artista preferiu doar sua coleção, então avaliada em aproximadamente 200 milhões de dólares, ao Banco da República da Colômbia, uma vez que essa instituição já possuía uma trajetória de realização de atividades culturais, ademais de administrar um complexo de equipamentos culturais em Bogotá, incluindo a Biblioteca Luis Ángel Arango, onde Botero havia exposto alguns anos antes algumas de suas obras pertencentes à série La Corrida.
A doação foi efetuada em 1998. No ano 2000, a coleção chegou à Colômbia, depois de ser exposta na Fundación Santander Central Hispano de Madri, e o Museu Botero, instalado na antiga Hemeroteca Luis López de Mesa, no centro histórico de Bogotá, foi inaugurado. Pouco tempo depois, atendendo a um pedido das autoridades de antioquenhas, o artista doou um segundo lote de obras ao Museu de Antioquia, composto por 34 peças de sua autoria (incluindo 23 esculturas instaladas no parque que leva seu nome, em frente ao museu) e 21 obras de artistas internacionais.

## Edifício
O Museu Botero encontra-se sediado em um edifício em estilo colonial, erguido em 1955. Trata-se de uma réplica contemporânea do antigo Palácio Arcebispal, erguido no mesmo terreno em princípios do século XVIII e destruído por ocasião da onda de violência que se seguiu ao assassinato de Jorge Eliécer Gaitán na década de 1940. A mais antiga referência à construção original data de 1724, quando o arcebispo Antonio Claudio Álvarez de Quiñonez adquiriu o terreno, ainda com a construção inacabada, tratando de adequá-la para uso residencial. A partir de então, o edifício passou a ser utilizado como Palácio Arcebispal, servindo de residência a quase todos os arcebispos e bispos de Bogotá, da sua construção ao início do século XX.

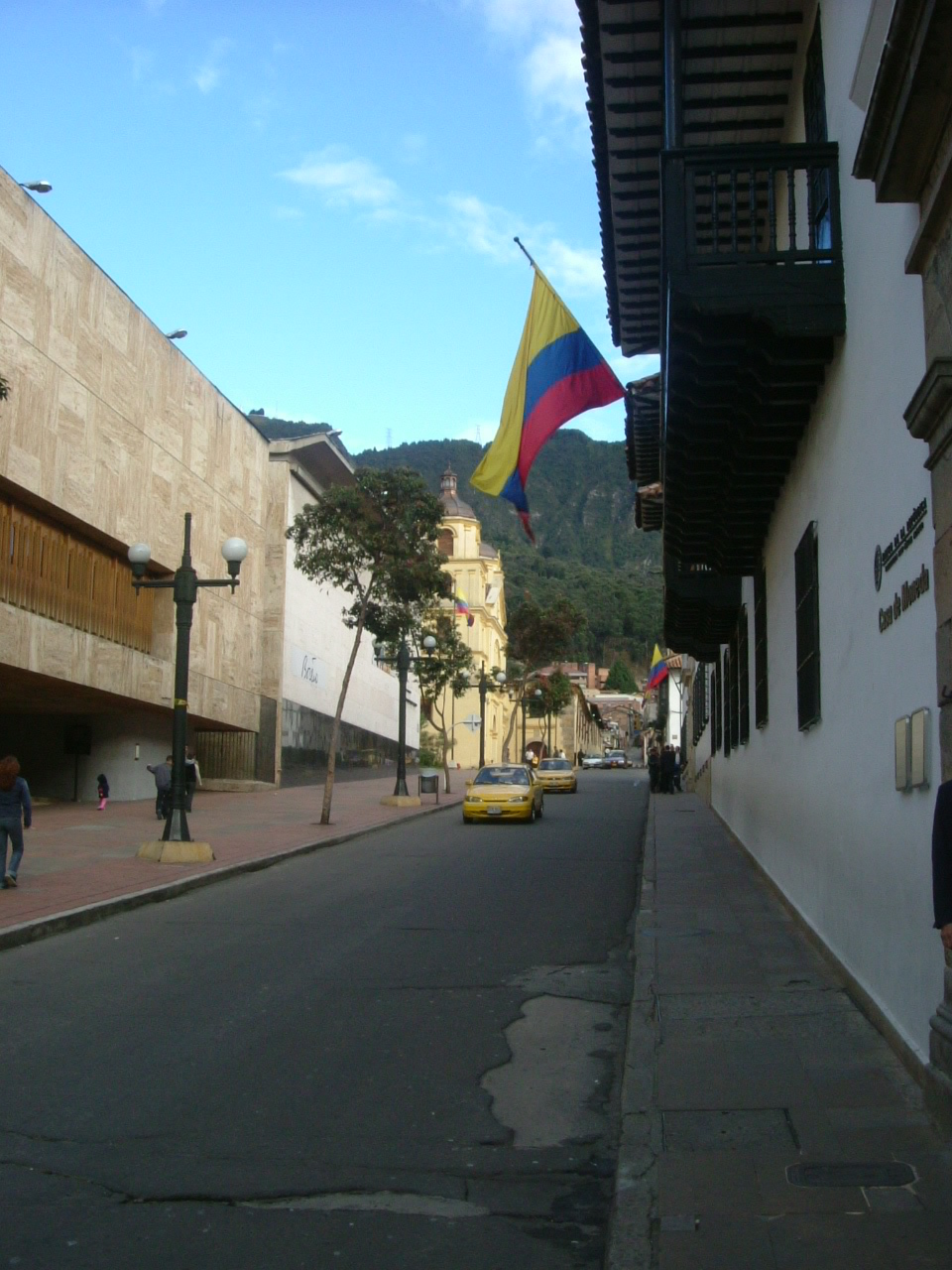
Fachada lateral do edifício-sede do Museu Botero.

Entre 1788 e 1790, quando foi ocupada pelo arcebispo Antonio Caballero y Góngora, a construção passou por importantes melhorias. Góngora também teria deixado no edifício sua biblioteca particular e sua coleção de obras de arte que, segundo Daniel Ortega Ricaurte, incluiria obras de Ticiano, Michelangelo, Reni, Murillo e Velázquez. Já no século XIX, durante o bispado de Vicente Arbeláez, a casa passou por uma reforma projetada por Bartolomé Monroy. As descrições da residência nesse período permitem afirmar que se tratava de uma construção bastante conhecida na cidade, ao mesmo tempo austera e imbuída de alguma solenidade. A casa era dotada de uma chaminé, o que a tornava exótica em meio às construções de Bogotá.
Vizinha ao palácio, encontrava-se a Casa da Moeda, construída entre 1753 e 1756, a edificação mais representativa das redondezas, que serviu de morada a diversos personagens importantes da história colombiana, como o alcade de Bogotá Luis Caicedo y Flórez e o presidente de Nova Granada José Ignacio de Márquez. Quando da guerra civil de 1860-1862, um grupo de aproximadamente mil opositores de Tomás Cipriano de Mosquera atacam partes de Bogotá e a Casa da Moeda e o palácio episcopal são parcialmente incendiados. As duas edificações foram restauradas nos anos seguintes e o Palácio Arcebispal continuou a serviço do clero.
Após o assassinato de Jorge Eliécer Gaitán, em 9 de abril de 1948, uma grande onda de violência varreu Bogotá. Em meio aos conflitos, o Palácio Episcopal foi novamente incendiado, mas, desta vez, a destruição foi irreversível. O Banco da República da Colômbia, então, resolve adquirir o terreno e, com base em fotografias aéreas e na documentação iconográfica das fachadas, inicia sua reconstrução. A réplica é inaugurada em 1955, mas como propriedade do Estado, sendo o Palácio Arcebispal transferido para outra localidade. O primeiro uso do edifício foi como sede da Corte Suprema de Justiça. Posteriormente, o edifício foi cedido à Biblioteca Luis Ángel Arango, que o utiliza como sede da Hemeroteca Luis López de Mesa, inaugurada em 1979. A construção ainda abrigou, em meados da década de 1990, parte da Coleção de Arte do Banco da República da Colômbia. Por fim, em novembro de 2000, é cedida para abrigar o recém-fundado Museu Botero.

## Acervo

### Obras de Fernando Botero

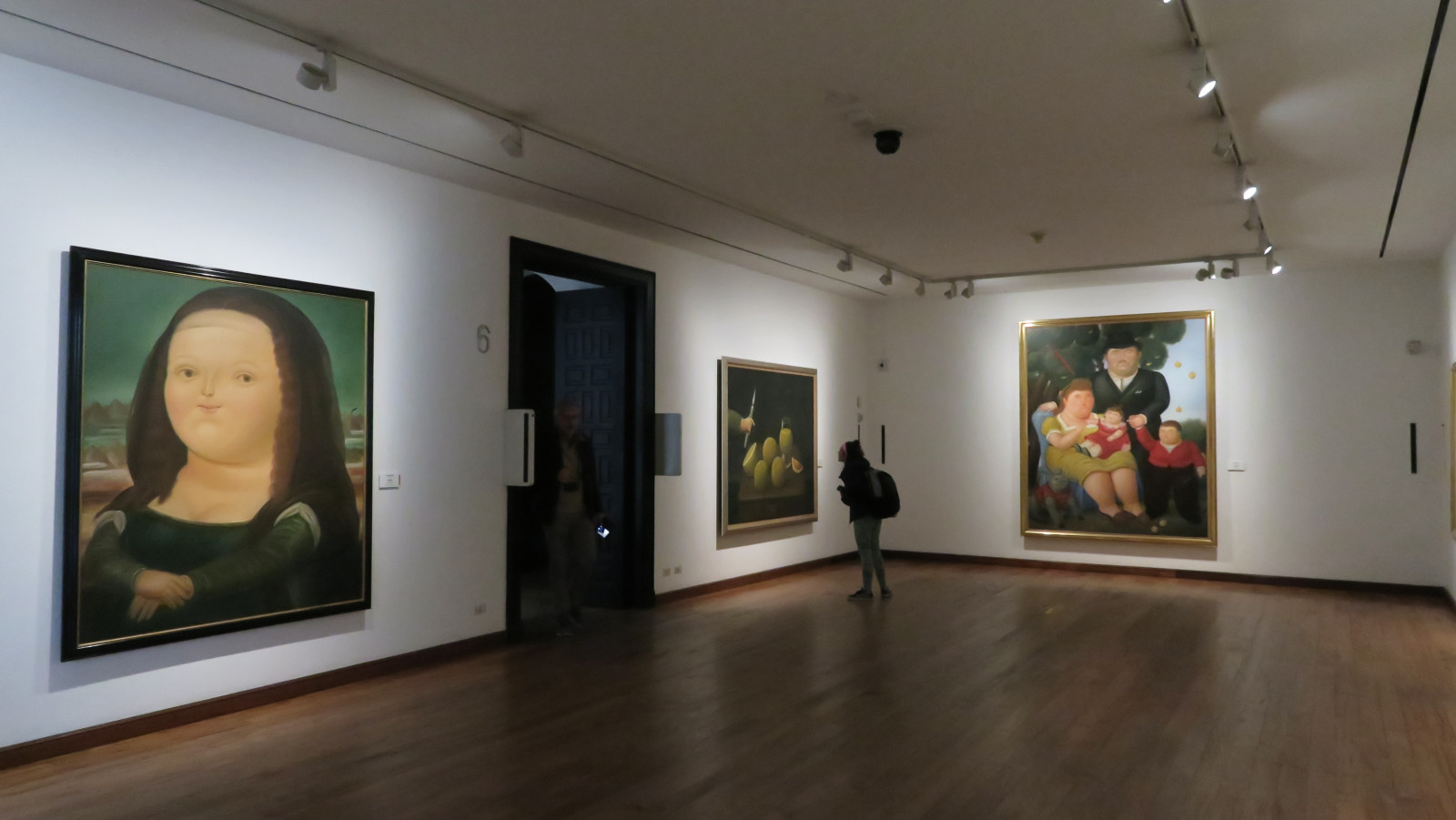
Sala do museu com pinturas de Botero.

O museu possui um conjunto de 123 obras realizadas por Fernando Botero, a segunda maior coleção de obras deste artista, atrás apenas da existente no Museu de Antioquia. É composta por pinturas a óleo, pastéis, sanguíneas, desenhos e esculturas, executadas sobretudo nos últimos vinte anos. A produção de Botero entre as décadas de 1940 e 1960 não está representada.
Dentre os destaques da coleção, encontra-se a famosa versão boteriana da Mona Lisa de Leonardo da Vinci, parte da primeira série de obras sobre a violência na Colômbia (Pablo Escobar, Tirofijo, Carrobomba, La masacre de Mejor Esquina, etc.). No segundo andar, o museu conserva uma coleção de esculturas de pequeno e médio porte, executadas em bronze e mármore.

### Obras internacionais

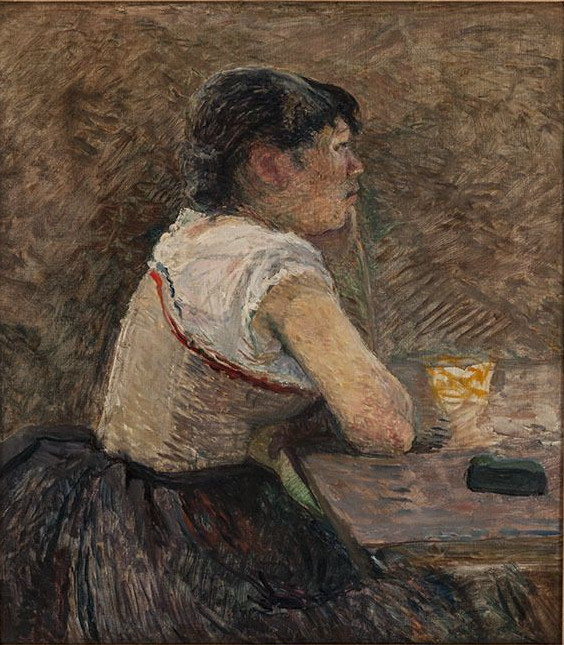
Mulher bebendo absinto em Grenelle (s.d.) por Toulouse-Lautrec.

A coleção de arte internacional do Museu Botero é composta por 85 obras, abarcando um período de aproximadamente 150 anos, de meados do século XIX à arte do pós-guerra, produzidas por artistas europeus, norte e latino-americanos. Trata-se da mais importante coleção de arte ocidental moderna e contemporânea na Colômbia e é bastante expressiva no contexto sul-americano.
A obra cronologicamente mais remota da coleção é Cigana com pandeireta, de Jean-Baptiste-Camille Corot. Do movimento impressionista, o museu conserva dois óleos de Pierre-Auguste Renoir, uma Vista de Amsterdã de Claude Monet e outras obras de Eugène Boudin, Camille Pissarro, Gustave Caillebotte, Edgar Degas, Armand Guillaumin e Alfred Sisley. Da estética pós-impressionista ou proto-moderna, há obras de Henri de Toulouse-Lautrec, Édouard Vuillard e Pierre Bonnard.
No que segmento referente ao modernismo e à arte contemporânea da Europa, a coleção abarca correntes diversas, como o surrealismo, o expressionismo, a nova objetividade alemã e obras próximas do cubismo. Entre as pinturas, destacam-se dois óleos tardios de Pablo Picasso, Maternidade (1936) de Max Beckmann, e outras obras de Alberto Giacometti, Joan Miró, Jacques Lipchitz, Francis Bacon e Antoni Tàpies. A coleção de esculturas abarca autores como Aristide Maillol, Salvador Dalí, Alexander Calder, Anthony Caro, Giacomo Manzú, Henry Moore, Jean Dubuffet e Max Ernst e, a de desenhos, Fernand Léger, George Grosz Henri Matisse, Gustav Klimt e Balthus.
A coleção abarca ainda um número significativo de exemplares das vanguardas americanas de meados do século XX, com obras do cubano Wifredo Lam, do chileno Roberto Matta, do uruguaio Joaquín Torres García e dos norte-americanos Robert Rauschenberg, Willem de Kooning, Robert Motherwell e R. B. Kitaj.

## Outras obras no acervo

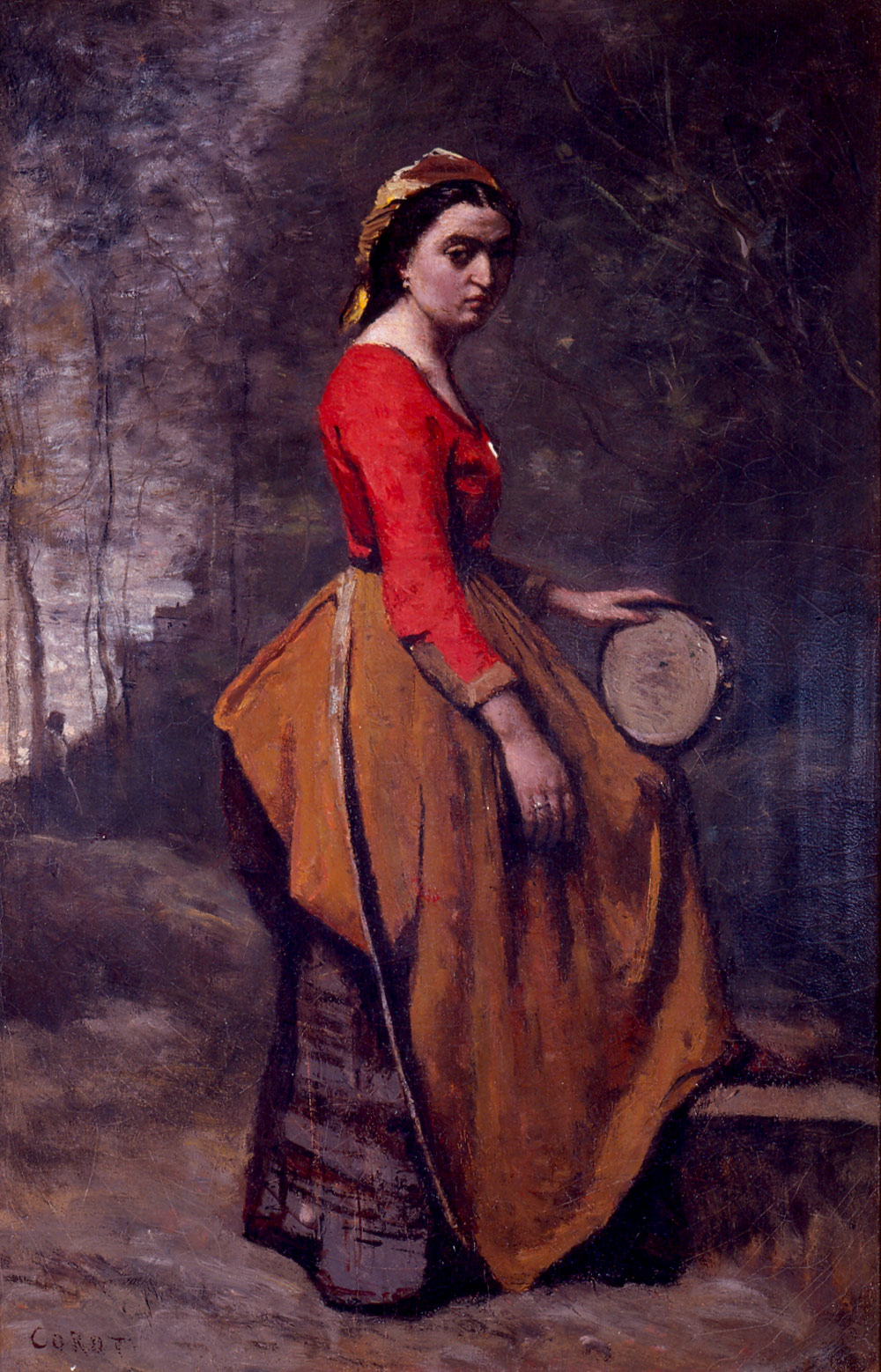
Camille Corot. Cigana com pandeireta, 1862.
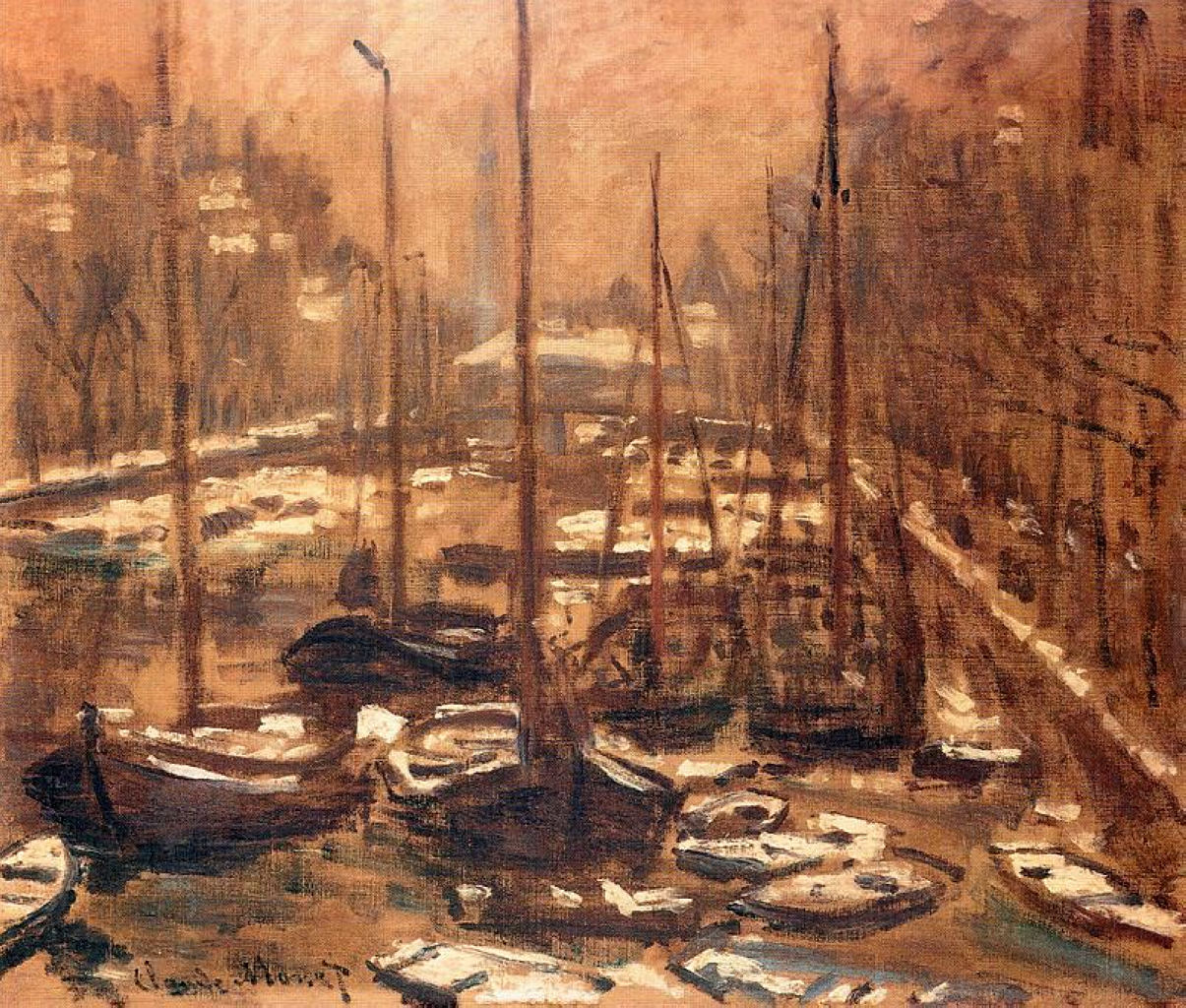
Claude Monet. Geldersekade de Amsterdã no inverno, 1871-1874.
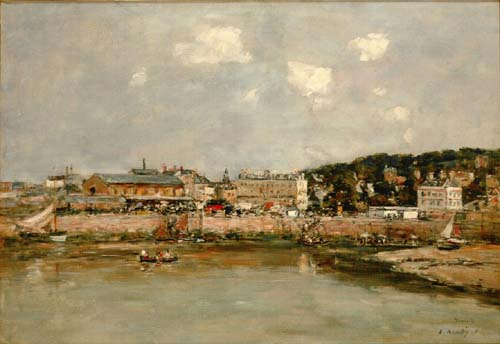
Eugène Boudin. O porto de Trouville, 1884.
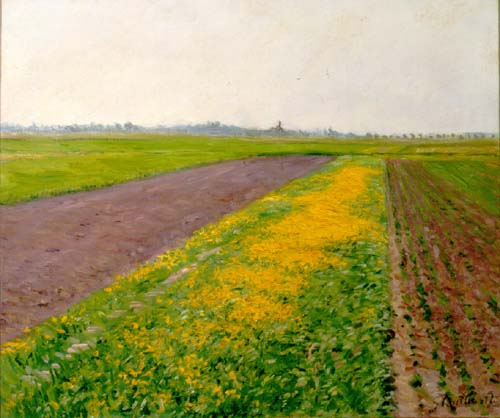
Gustave Caillebotte. A ranhura em Gennevilliers, 1884.
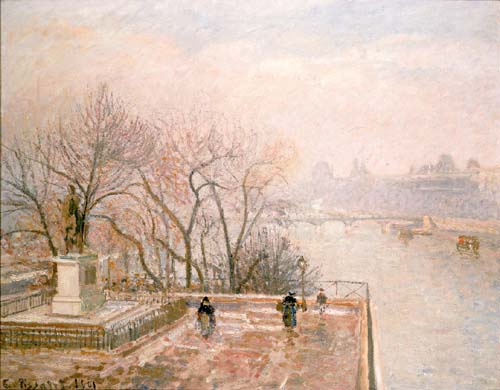
Camille Pissarro. O Louvre, manhã brumosa, 1901.
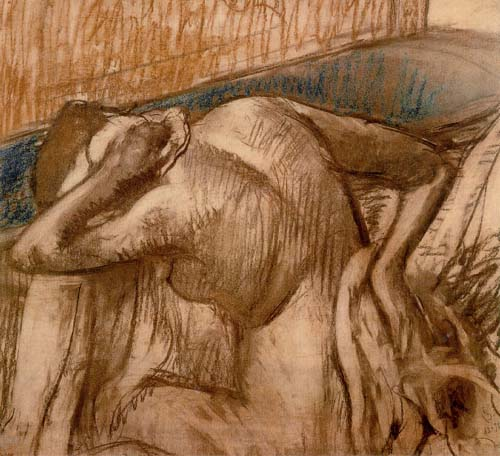
Edgar Degas. Mulher no banho, 1902.
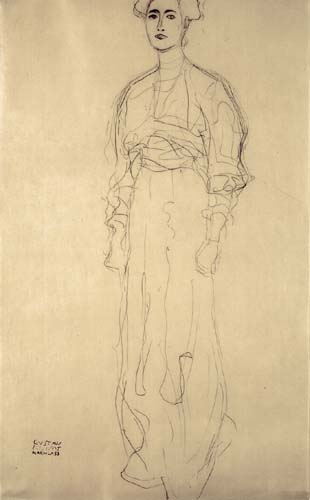
Gustav Klimt. Estudo para o retrato da senhora Wittgenstein, 1904-1905.